# Браунфилд (Техас)
Бра́унфилд (англ. Brownfield) — город в США, расположенный на северо-западе штата Техас, административный центр округа Терри. По данным переписи за 2010 год число жителей составляло 9657 человек, по оценке Бюро переписи США в 2019 году в городе проживало 9525 человек.

## История
В 1903 году промоутеры Хардин и Смолл прибыли в округ для инвестиции нескольких сотен долларов. Они купили участок земли в центре округа у Дика Браунфилда и начали размечать будущий город, предоставляя по одному лоту каждому жителю округа с правом голоса, чтобы повысить шансы избрания будущего города столицей. По одному блоку в городе было пожертвовано на здания суда, школы и церкви. Город был назван в честь местной уважаемой семьи скотоводов. Первыми поселенцами стала семья Хилл, глава которой построил отель и открыл почтовое отделение в городе.
28 июня 1904 года Браунфилд был выбран административным центром округа Терри, выиграв с небольшим перевесом у более крупного и старого города Гомез. Пришедшие в город автомобильная (в 1910) и железная (в 1917 году) дороги обеспечили городу быстрый рост. Для постройки железной дороги между Лаббоком и Сигрейвсом местные жители пожертвовали землю под путь и станцию компании South Plains and Santa Fe Railroad Company.
В 1920 году город получил органы местного управления. До начала 1940-х годов основным источником доходов было сельское хозяйство, после чего в регион пришли нефтедобывающие компании.

## География
Браунфилд находится в центре округа, его координаты: 33°10′32″ с. ш. 102°16′24″ з. д..
Согласно данным бюро переписи США, площадь города составляет около 17 квадратных километров, 16,9 из которых занято сушей, а 0,1 — водная поверхность.
Браунфилд находится на юге Южных равнин и Ллано-Эстакадо. Под городом находятся эоловые отложения под названием Blackwater Draw Formation, под которыми залегает толстый слой селитры. Под слоем селитры находятся водяные отложения, называющиеся формацией Огаллала, которая содержит часть обширного аквифера Огаллала. Примерно в 80 километрах к востоку от города находится разлом глубиной примерно 300 метров, который обнажает различные геологические слои. Восхождение на вершину разлома с лошадьми, запряжёнными в фургон было тяжёлым испытанием на заре колонизации Дикого Запада.
Единственное изменение рельефа находится в южной части города, где находится канал, который проходит по всей стране. Канал сформировался более 10 000 лет назад, в конце последнего ледникового периода, когда климат региона был гораздо более влажным. Когда огромные ледники отступали на север, они оставили многочисленные сухие русла рек бороздивших Ллано-Эстакадо. Когда поселенцы в течение 1800-х годов проходили по этой области, они часто ходили в эти каналы, ожидая найти воду, однако, если перед этим не было сильных дождей, их поиски были тщетны, поэтому местность называется «Проигранный жребий» (англ. Lost Draw).
Наиболее заметной географической особенностью Браунфилда является красная почва. Почва принимает переливчатый красный цвет во время восхода и захода солнца в связи с высоким содержанием оксида железа.

### Климат
Согласно классификации климатов Кёппена, в Браунфилде преобладает семиаридный климат умеренных широт, где сильные ветры и экстремальные колебания температуры являются нормой. Летом температура может достигать 40 градусов Цельсия в течение нескольких дней подряд. Зимой температура часто падает ниже нуля в течение длительных периодов времени, но снег выпадает крайне редко из-за очень небольшого количества осадков, выпадающих в зимние месяцы.
Самое значительное время года начинается в марте и длится до сентября, когда на Великих равнинах проходят грозы. В это время выпадает большое количество дождя и града, дует сильный ветер, образуется несколько смерчей. Осенние грозы с градом особенно вредны для местной экономики, поскольку они портят местный урожай хлопка.
| Показатель                    | Янв.  | Фев.  | Март  | Апр. | Май  | Июнь | Июль | Авг. | Сен. | Окт. | Нояб. | Дек.  | Год   |
| ----------------------------- | ----- | ----- | ----- | ---- | ---- | ---- | ---- | ---- | ---- | ---- | ----- | ----- | ----- |
| Абсолютный максимум, °C       | 32,2  | 35,6  | 40,6  | 39,4 | 41,1 | 42,8 | 43,3 | 43,3 | 41,7 | 39,4 | 33,9  | 32,8  | 43,3  |
| Средний суточный максимум, °C | 13,3  | 17,9  | 21,2  | 24,3 | 27,9 | 32,3 | 33,9 | 32,4 | 28,9 | 24,8 | 18,7  | 13,6  | 24,1  |
| Средняя температура, °C       | 5     | 8,4   | 11,8  | 15,5 | 19,8 | 24,3 | 26,1 | 25   | 21,4 | 16,4 | 10,1  | 5,3   | 15,8  |
| Средний суточный минимум, °C  | −3,3  | −1,1  | 2,3   | 6,7  | 11,6 | 16,3 | 18,4 | 17,6 | 13,9 | 8,1  | 1,4   | −3,1  | 7,4   |
| Абсолютный минимум, °C        | −21,7 | −12,8 | −15,6 | −7,8 | −2,2 | 2,8  | 10,6 | 6,7  | 1,1  | −6,1 | −13,3 | −18,3 | −21,7 |
| Норма осадков, мм             | 14    | 17    | 17    | 32   | 63   | 58   | 46   | 61   | 65   | 58   | 14    | 16    | 461   |
| Источник: weatherbase.com     |       |       |       |      |      |      |      |      |      |      |       |       |       |

## Население
Согласно переписи населения 2010 года в городе проживало 9657 человек, было 3142 домохозяйства и 2226 семей. Расовый состав города: 79,6 % — белые, 6 % — афроамериканцы, 0,7 % — коренные жители США, 0,2 % — азиаты, 0 % (0 человек) — жители Гавайев или Океании, 10,8 % — другие расы, 2,7 % — две и более расы. Число испаноязычных жителей любых рас составило 51,9 %.
Из 3142 домохозяйств, в 37,8 % входят дети младше 18 лет. 50,2 % домохозяйств представляли собой совместно проживающие супружеские пары (19,5 % с детьми младше 18 лет), в 14,8 % домохозяйств женщины проживали без мужей, в 5,9 % домохозяйств мужчины проживали без жён, 29,2 % домохозяйств не являлись семьями. В 25,6 % домохозяйств проживал только один человек, 13,5 % составляли одинокие пожилые люди (старше 65 лет). Средний размер домохозяйства составлял 2,7 человека. Средний размер семьи — 3,24 человека.
Население города по возрастному диапазону распределилось следующим образом: 28,2 % — жители младше 20 лет, 28,4 % находятся в возрасте от 20 до 39, 28,8 % — от 40 до 64, 14,4 % — 65 лет и старше. Средний возраст составляет 34 года.
Согласно данным пятилетнего опроса 2019 года, средний доход домохозяйства в Браунфилде составляет 39 912 долларов США в год, средний доход семьи — 44 278 долларов. Доход на душу населения в городе составляет 19 012 долларов. Около 17,1 % семей и 21,5 % населения находятся за чертой бедности. В том числе 37,1 % в возрасте до 18 лет и 10,2 % в возрасте 65 и старше.

## Местное управление
Управление городом осуществляется избираемыми мэром и городским советом, состоящим из 7 человек. Пять человек в совет выбираются по округам, ещё два избираются всем городом.

## Инфраструктура и транспорт
Через город проходят автомагистрали США US 62, US 82, US 380 и US 385, а также автомагистраль 137 штата Техас.
В городе находится аэропорт округа Терри. Аэропорт располагает двумя взлётно-посадочными полосами длиной 1590 и 843 метра. Ближайшим аэропортом, выполняющим коммерческие пассажирские рейсы, является Международный аэропорт Престона Смита в Лаббоке примерно в 70 километрах к северо-востоку от Браунфилда.

## Образование

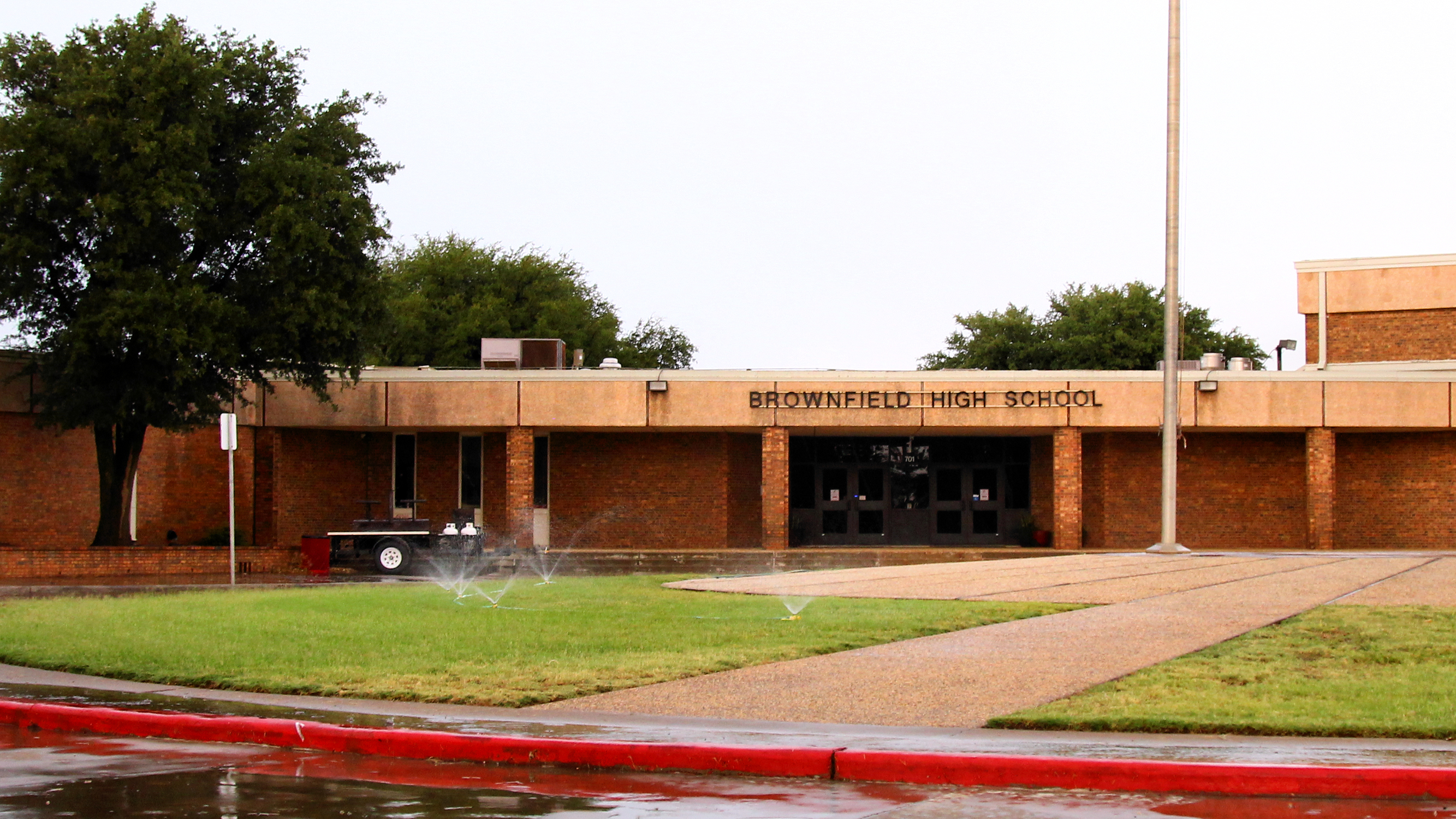
Старшая школа Браунфилда

Город обслуживается независимым школьным округом Браунфилд.

## Экономика
Согласно бюджету на отчётный год, заканчивающийся 30 сентября 2017 года, доходы города за 2015 бюджетный год составили 20,2 млн долларов, а расходы — 20,8 млн..
Выращивание хлопка остается основным источником дохода не только Браунфилда, но и всех Южных равнин. Хлопковые поля простираются на многие километры. В сезон сбора урожая в октябре в округе активизируются операторы комбайнов, упаковщики и грузовики для перевозки.
Заметная дымка появляется над городом во время работы хлопкоочистительных машин, отделяющих семена, а затем сжимающих хлопок в кипы примерно по 250 килограммов. Дымка на самом деле является тонкой пылью от хлопка, и иногда она сбивается в небольшие сугробы, напоминающие снег, летящий по красной земле.
Также экономика региона получает прибыль от выращивания арахиса и виноградников. Виноградарство развито в округе Терри, и хотя в нём нет ни одной винодельни, в Лаббоке, примерно в 50 километрах к северо-востоку от Браунфилда, производится ряд отборных вин.
Добыча нефти также продолжает формировать значительную часть экономики Браунфилда.